# 京都市美術館
京都市美術館（日语：／ Kyōto-shi Bijutsukan */?）是位於日本京都府京都市左京區岡崎岡崎公園的一座美術館，開館於1933年，是日本繼東京都美術館之後的第二座公立美術館。和京都市內另外三座國公立博物館（國立近代美術館、國立博物館、文化博物館）並列為京都四大博物館（京都ミュージアムズ・フォー）。
京都市美術館主要收藏展示自明治以降至1990年前後的日本畫、西洋畫、工藝作品等美術館。京都市美術館的常設展每年數次更換主題，並亦舉辦各種特展和大學的畢業展。報社舉辦的大規模展覽會則最能吸引遊客。
2020年改裝之後，京瓷取得京都市美術館的冠名權。在2020年3月31日再度開業之前的2019年，京都市美術館的正式名稱改為京都市京瓷美術館（京都市京セラ美術館）。現任館長是建築家青木淳，他也是改裝案的設計者。

## 沿革

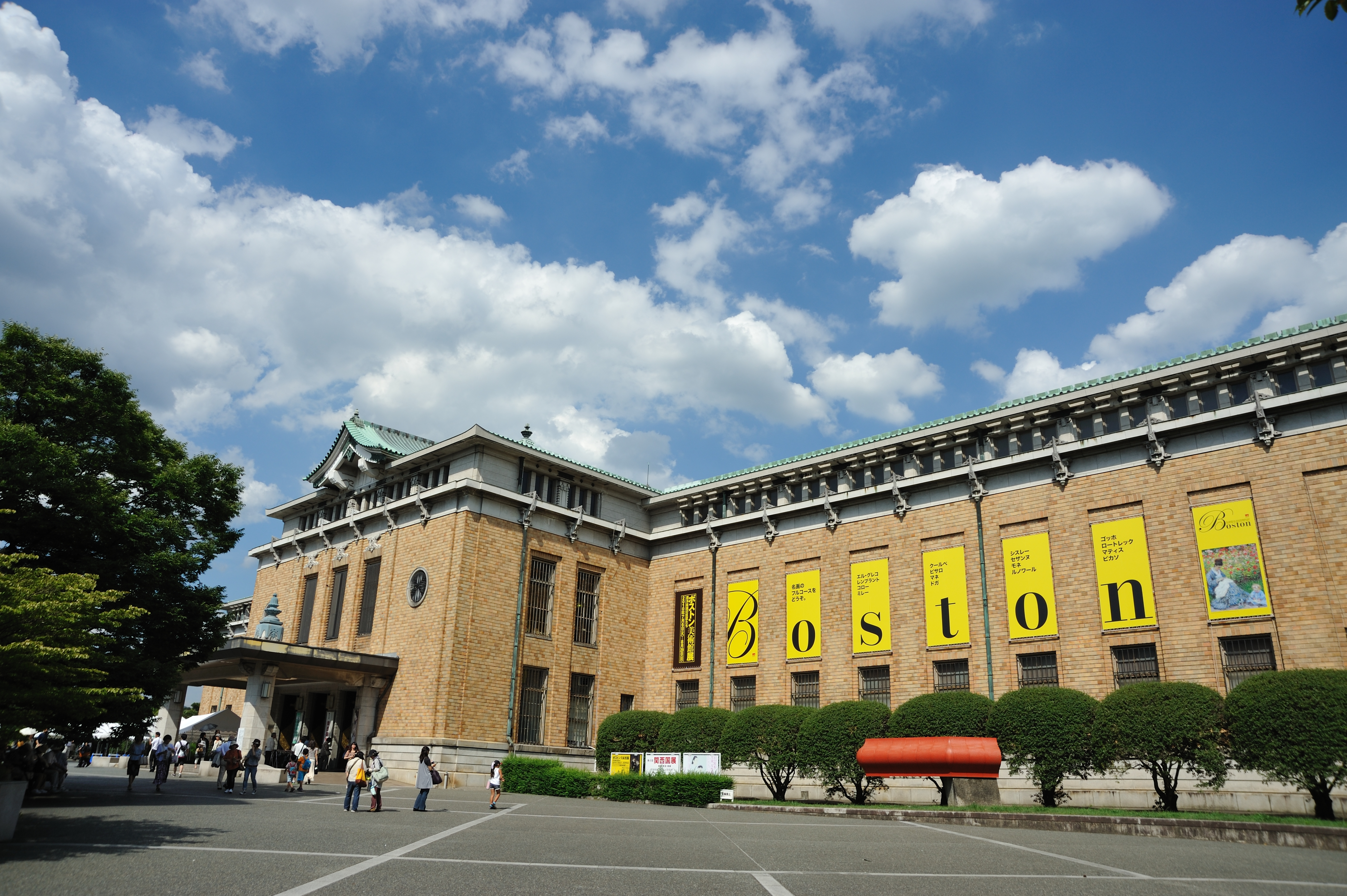
改裝前的京都市美術館（2010年）

京都市美術館的計劃開始於1928年。因其目的是為了紀念昭和天皇即位儀式，因此最初名為大禮紀念京都美術館。本館外觀是帝冠様式，系京都市土木局營繕課按設計競賽中當選的前田健二郎方案設計，也是現存日本公立美術館中最古老的建築，竣工於1933年。京都市美術館最初和東京都美術館相同，在作為公募展的場地外借的同時，亦逐漸積累獨自的藏品開設常設展。
第二次世界大戰之後，京都市美術館一度被駐日盟軍總司令接收，大陳列室一度改為籃球場。盟軍在1952年交還美術館後，美術館更名為京都市美術館。為對應增加的公募展需求，京都市美術館在2000年開設了別館。
2017年4月10日開始，為進行翻新，京都市美術館暫時休館。美術館原本預計在2020年3月31日重新開業，但受2019冠状病毒病疫情影響而延期至5月26日開館。2020年時，京都市美術館有7件藏品是日本的登録有形文化財。

### 翻新和冠名權
在開館80週年之際的2014年，京都市制定了「京都市美術館將來構想」，並在翌年制定「京都市美術館再整備基本計劃」，通過公開競標方式選出青木淳和西澤徹夫設計共同體的方案。翻新工程在2018年1月開始，2019年10月竣工，並在2019年11月公開。這一方案強調建築原本具有但一度淡化的東西軸（自面向神宮道西側的廣場經西玄關、中央大陳列室、東玄關、日本庭園的軸線），試圖發掘不再使用空間的可能性。遊客的動線亦得到大幅刷新。
為在玄關附近設置美術館咖啡廳和美術館商店等設施、京都市美術館挖掘了西側廣場部分，將其改為「京瓷廣場」。玄關下方的地下一層部分因此得以公開，並使用玻璃裝飾。遊客從地下一層進入美術館，並從新設的大階梯進入中央大廳。本館北側是企劃展和公募展用的場地，南走廊一側則設有常設展示室。館內的開館以來的裝飾幾乎全部保留，繼承美術館的歷史。曾因被機械佔據的中庭亦得到改建，南中庭復原為「天之中庭」；北中庭則添加玻璃天花板，改為「光之廣間」。美術館東北側由川崎清設計的收藏棟改裝為新館，並設有空中庭園。美術館外側的日本庭園由七代目小川治兵衛設計，最初是京都市商品陳列所的庭園。後為修建京都市美術館，京都市商品陳列館被拆除，庭園則保存至今。
另一方面，京都市在2016年9月1日至30日為獲得翻新美術館的費用而公開徵集美術館冠名權。這引發了部分市民團體的反對，認為「用企業的名稱冠名公共文化財產並不合適」。同年10月6日，京都市宣布將冠名權出售給總部位於京都市伏見區的京瓷。美術館再度開業時將名為「京都市京瓷美術館」。冠名費用為50年契約，總額50億日元（不含消費稅），在2017財年至2019財年分三期支付。這一收入支付了美術館半數的翻新費用。

## 外部連結
- 京都市京瓷美術館 （页面存档备份，存于）